# Стела откровения
Сте́ла открове́ния или стела Анхефенхонсу — погребальный памятник Анхефенхонсу — фиванского жреца бога Монту, который жил в эпоху XXV династии, ок. 680-70 гг. до н. э.
Стела откровения играет огромную роль в религии телемы, Алистера Кроули.

## Описание стелы и её значение

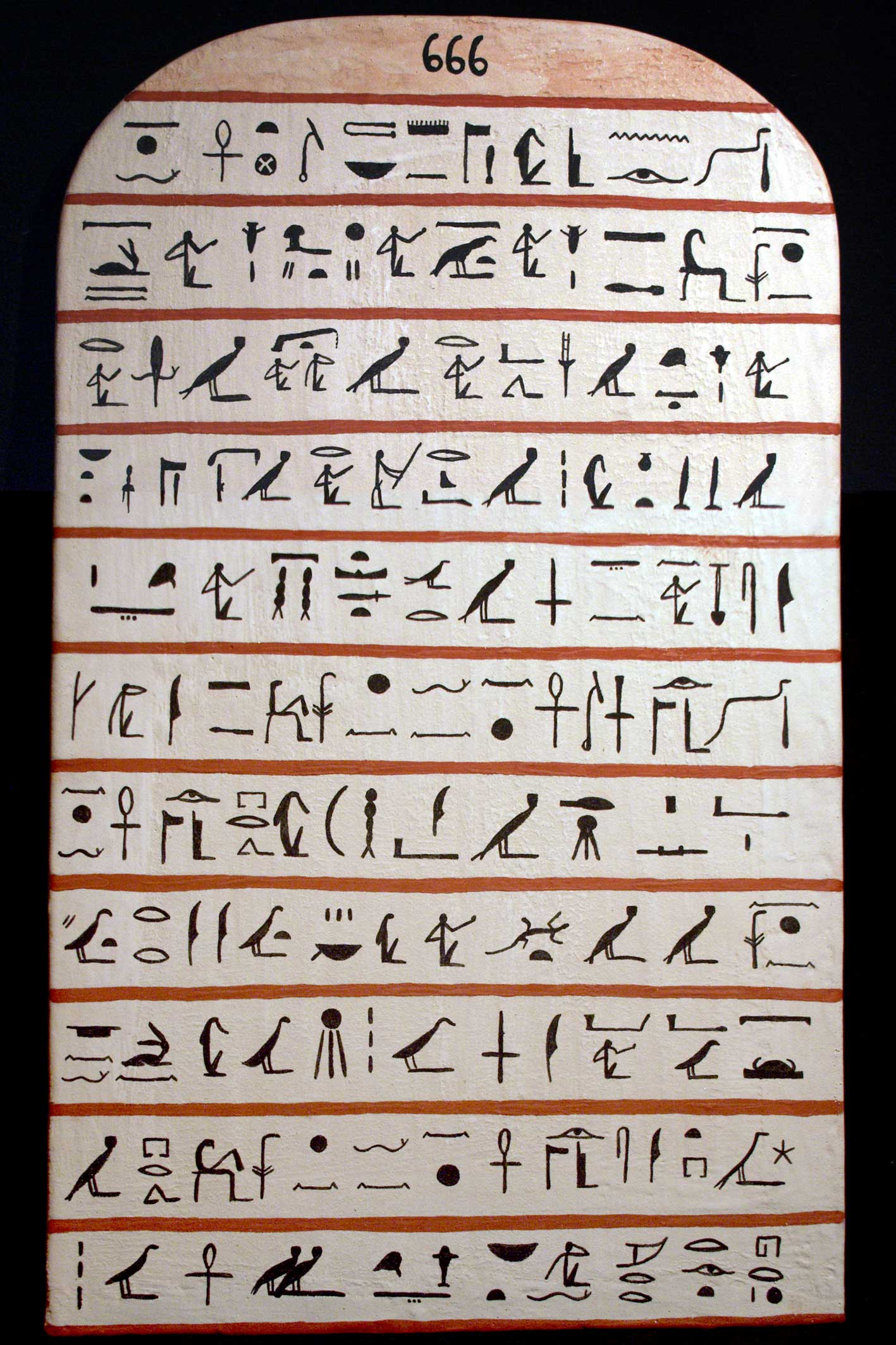
Копия обратной стороны стелы, содержащая надписи иероглифами и инвентарный номер Булакского музея сверху

Имя Анхефенхонсу буквально переводится как «жизнь его (принадлежит) Хонсу». Жрец Анхефенхонсу принадлежал к царскому роду и имел сан посвящения Маа («провидец») об этом свидетельствует леопардовая шкура, в которую облачён жрец. Согласно своей погребальной стеле Анхефенхонсу был сыном жреца такого же сана, который занимал Анхефенхонсу на момент смерти. В жречестве Древнего Египта леопардовые шкуры имели право носить только жрецы сана Маа, пятна на шкуре леопарда символизировали звёзды, а сама шкура являлась символом выхода из тела. Но вопреки названию своего сана, жрецы Маа не были предсказателями, они трактовали знаки и знамения прошедшего, чтобы точно знать волю Богов, от которой зависело будущее. Слова жреца Маа записывал писец Хери Сешета «летописец мистерий». Записи толкований хранились в архивах храма. Церемония «отверзания уст» умершего, так же была возложена на жреца саном Маа.

## Как музейная ценность
Стела была найдена Огюстом Мариетом в Дейр-эль-Бахри в 1858 году. Изначально стела была расположена в музее Булака (Каир) под инвентарным номером 666, после 1902 года была перенесена в Каирский египетский музей под номером A 9422; временный регистрационный номер 25/12/24/11, где и находится на данный момент. В каталоге египетских древностей (автор П. Мунро) стела указана под номером 187.

## Интерпретация Алистером Кроули и телемой
Данная стела играет особую роль в религиозном учении телема, созданном Алистером Кроули. В учении телема стела называется «Стелой откровения», и её изображение на ней особым образом интерпретируется и тесно связывается с текстом Книги закона, например, звёздное небо является символом бесконечного пространства, а также символом богини Нуит, сидящий на троне считается богом Гором, крылатый диск — изображением бога Хадита и т. п.

## Надписи
На передней стороне Стелы изображен следующий текст:

Сказано Осирисом, жрецом Менту, Господином Фив, открывшем двери небес в Карнаке, Анх-ф-н-Хонсу по праву: 
О Высший! Позволь восхвалить Тебя, великого в силе, духа великого достоинства, внушающего ужас богам, воссиявшего на троне своём великом. Устрой пути (моей) души, (моего) духа и (моей) тени, дабы был я снаряжён, так чтобы смог я воссиять как снаряжённый, проложи мне путь к месту, в котором Ра, Тум, Хепра и Ахатхор.
Осирис, жрец Менту, Господин Фив, Анх-ф-н-Хонсу по праву, сын человека такого же звания, Бес-н-Мот, порождённый воспевающей Амона-Ра, Госпожой дома Та-Нех.

На обратной стороне Стелы:
Сказано Осирисом, жрецом Менту, Господином Фив, Анх-ф-н-Хонсу, Голосом Истины: Моё сердце, что от матери моей (2 раза), пока живу я на земле, не восстань против меня как свидетель, не обличай меня на суде, не иди против меня в присутствии Великого Бога, Господина Запада. И соединился (я) с Великим Западным краем Рая, и да взойду я над землей! Сказано Осирисом, Жрецом Фив, Анх-ф-н-Хонсу, Голосом Истины: (Ты, кто есть) Единство Силы, кто сияет как луна, Осирис, Анх-ф-н-Хонсу, восходящий над народом своим, Спаситель пребывающих в солнечном сиянии, открой Загробный Мир Дуат. Да будет так, Осирис, Анх-ф-н-Хонсу, вознесётся вперед днем, дабы творить, что желал от на земле, среди живых